# Piłka ręczna na Igrzyskach Panamerykańskich 2023 – turniej kobiet
Turniej piłki ręcznej kobiet na XIX Igrzyskach Panamerykańskich – dziewiąty turniej kobiet w ramach igrzysk panamerykańskich rozegrany w dniach 24–29 października 2023 roku w Gimnasio Polideportivo w chilijskim mieście Viña del Mar.
Zawody te były eliminacją do turnieju piłki ręcznej rozgrywanego podczas Letnich Igrzysk Olimpijskich 2024 – bezpośredni awans uzyskiwała najlepsza reprezentacja, kolejna zaś otrzymywała szansę gry w światowych turniejach kwalifikacyjnych.
Siódmy tytuł z rzędu – każde spotkanie wygrywając minimum dwunastoma bramkami – zdobyły reprezentantki Brazylii, w czwartej kolejnej edycji pokonując w finale Argentynki.

## System rozgrywek
W zawodach wystartowało wyłonionych we wcześniejszych eliminacjach osiem zespołów podzielonych na dwie grupy po cztery zespoły. Rozgrywki prowadzone były w pierwszej fazie systemem kołowym, po którym nastąpiła faza play-off: po dwie najlepsze drużyny z każdej grupy walczyły o miejsca 1–4, natomiast pozostałe o pozycje 5–8. Losowanie grup odbyło się na początku września 2023 roku i w jego wyniku wyłonione zostały dwie czterozespołowe grupy.

## Faza grupowa

### Grupa A
| 24 października 202317:30 | Argentyna | 46:17(21:9) | Portoryko | Gimnasio Polideportivo, Viña del Mar Sędzia: Corrêa, Corrêa |
| 24 października 202317:30 |           | 46:17(21:9) |           | Gimnasio Polideportivo, Viña del Mar Sędzia: Corrêa, Corrêa |

| 24 października 202320:00 | Kanada | 14:23(11:11) | Chile | Gimnasio Polideportivo, Viña del Mar Sędzia: Correa, Converse |
| 24 października 202320:00 |        | 14:23(11:11) |       | Gimnasio Polideportivo, Viña del Mar Sędzia: Correa, Converse |

| 25 października 202317:30 | Chile | 15:28(9:16) | Argentyna | Gimnasio Polideportivo, Viña del Mar Sędzia: Sosa, Lemes |
| 25 października 202317:30 |       | 15:28(9:16) |           | Gimnasio Polideportivo, Viña del Mar Sędzia: Sosa, Lemes |

| 25 października 202320:00 | Portoryko | 25:20(15:7) | Kanada | Gimnasio Polideportivo, Viña del Mar Sędzia: Corrêa, Corrêa |
| 25 października 202320:00 |           | 25:20(15:7) |        | Gimnasio Polideportivo, Viña del Mar Sędzia: Corrêa, Corrêa |

| 26 października 202317:30 | Argentyna | 31:10(15:4) | Kanada | Gimnasio Polideportivo, Viña del Mar Sędzia: Aguilera, Gutiérrez |
| 26 października 202317:30 |           | 31:10(15:4) |        | Gimnasio Polideportivo, Viña del Mar Sędzia: Aguilera, Gutiérrez |

| 26 października 202320:00 | Portoryko | 15:23(12:9) | Chile | Gimnasio Polideportivo, Viña del Mar Sędzia: García, Paolantoni |
| 26 października 202320:00 |           | 15:23(12:9) |       | Gimnasio Polideportivo, Viña del Mar Sędzia: García, Paolantoni |

### Grupa B
| 24 października 202310:00 | Kuba | 25:21(13:6) | Urugwaj | Gimnasio Polideportivo, Viña del Mar Sędzia: Hansen, Madsen |
| 24 października 202310:00 |      | 25:21(13:6) |         | Gimnasio Polideportivo, Viña del Mar Sędzia: Hansen, Madsen |

| 24 października 202312:30 | Brazylia | 27:15(15:7) | Paragwaj | Gimnasio Polideportivo, Viña del Mar Sędzia: Reyes, Zuñiga |
| 24 października 202312:30 |          | 27:15(15:7) |          | Gimnasio Polideportivo, Viña del Mar Sędzia: Reyes, Zuñiga |

| 25 października 202310:00 | Urugwaj | 9:28(5:17) | Brazylia | Gimnasio Polideportivo, Viña del Mar Sędzia: Correa, Conberse |
| 25 października 202310:00 |         | 9:28(5:17) |          | Gimnasio Polideportivo, Viña del Mar Sędzia: Correa, Conberse |

| 25 października 202312:30 | Paragwaj | 31:26(17:13) | Kuba | Gimnasio Polideportivo, Viña del Mar Sędzia: García, Paolantoni |
| 25 października 202312:30 |          | 31:26(17:13) |      | Gimnasio Polideportivo, Viña del Mar Sędzia: García, Paolantoni |

| 26 października 202310:00 | Paragwaj | 22:23(9:11) | Urugwaj | Gimnasio Polideportivo, Viña del Mar Sędzia: Hansen, Madsen |
| 26 października 202310:00 |          | 22:23(9:11) |         | Gimnasio Polideportivo, Viña del Mar Sędzia: Hansen, Madsen |

| 26 października 202312:30 | Brazylia | 49:11(26:6) | Kuba | Gimnasio Polideportivo, Viña del Mar Sędzia: Sosa, Lemes |
| 26 października 202312:30 |          | 49:11(26:6) |      | Gimnasio Polideportivo, Viña del Mar Sędzia: Sosa, Lemes |

## Faza pucharowa

### Mecze o miejsca 1–4
|  |                 |           |           |                   |    |           |           |       |
|  | Półfinały       | Półfinały | Półfinały |                   |    | Finał     | Finał     | Finał |
|  | Półfinały       | Półfinały | Półfinały |                   |    | Finał     | Finał     | Finał |
|  | 28 października |           |           |                   |    |           |           |       |
|  |                 |           |           |                   |    |           |           |       |
|  | Argentyna       | Argentyna | 28        |                   |    |           |           |       |
|  | Argentyna       | Argentyna | 28        | 29 października   |    |           |           |       |
|  | Paragwaj        | Paragwaj  | 18        |                   |    |           |           |       |
|  | Paragwaj        | Paragwaj  | 18        |                   |    | Argentyna | Argentyna | 18    |
|  | 28 października |           |           |                   |    | Argentyna | Argentyna | 18    |
|  |                 |           | Brazylia  | Brazylia          | 30 |           |           |       |
|  | Brazylia        | Brazylia  | Brazylia  | Brazylia          | 30 | 30        |           |       |
|  | Brazylia        | Brazylia  |           |                   |    |           |           |       |
|  | Chile           | Chile     | 10        |                   |    |           |           |       |
|  | Chile           | Chile     | 10        | Mecz o 3. miejsce |    |           |           |       |
|  |                 |           |           |                   |    |           |           |       |
|  | 29 października |           |           |                   |    |           |           |       |
|  |                 |           |           |                   |    |           |           |       |
|  | Paragwaj        | Paragwaj  | 23        |                   |    |           |           |       |
|  | Paragwaj        | Paragwaj  | 23        |                   |    |           |           |       |
|  | Chile           | Chile     | 20        |                   |    |           |           |       |
|  | Chile           | Chile     | 20        |                   |    |           |           |       |

| 28 października 202317:30 | Argentyna | 28:18(10:7) | Paragwaj | Gimnasio Polideportivo, Viña del Mar Sędzia: Reyes, Zuñiga |
| 28 października 202317:30 |           | 28:18(10:7) |          | Gimnasio Polideportivo, Viña del Mar Sędzia: Reyes, Zuñiga |

| 28 października 202320:00 | Brazylia | 30:10(19:8) | Chile | Gimnasio Polideportivo, Viña del Mar Sędzia: Conberse, Correa |
| 28 października 202320:00 |          | 30:10(19:8) |       | Gimnasio Polideportivo, Viña del Mar Sędzia: Conberse, Correa |

| 29 października 202318:00 | Paragwaj | 23:20(14:11) | Chile | Gimnasio Polideportivo, Viña del Mar Sędzia: Hansen, Madsen |
| 29 października 202318:00 |          | 23:20(14:11) |       | Gimnasio Polideportivo, Viña del Mar Sędzia: Hansen, Madsen |

| 29 października 202320:30 | Argentyna | 18:30(7:16) | Brazylia | Gimnasio Polideportivo, Viña del Mar Sędzia: Sosa, Lemes |
| 29 października 202320:30 |           | 18:30(7:16) |          | Gimnasio Polideportivo, Viña del Mar Sędzia: Sosa, Lemes |

### Mecze o miejsca 5–8
|  |                        |                        |                        |                   |    |                   |                   |                   |
|  | Półfinały o 5. miejsce | Półfinały o 5. miejsce | Półfinały o 5. miejsce |                   |    | Mecz o 5. miejsce | Mecz o 5. miejsce | Mecz o 5. miejsce |
|  | Półfinały o 5. miejsce | Półfinały o 5. miejsce | Półfinały o 5. miejsce |                   |    | Mecz o 5. miejsce | Mecz o 5. miejsce | Mecz o 5. miejsce |
|  | 28 października        |                        |                        |                   |    |                   |                   |                   |
|  |                        |                        |                        |                   |    |                   |                   |                   |
|  | Kuba                   | Kuba                   | 26                     |                   |    |                   |                   |                   |
|  | Kuba                   | Kuba                   | 26                     | 29 października   |    |                   |                   |                   |
|  | Kanada                 | Kanada                 | 20                     |                   |    |                   |                   |                   |
|  | Kanada                 | Kanada                 | 20                     |                   |    | Kuba              | Kuba              | 29                |
|  | 28 października        |                        |                        |                   |    | Kuba              | Kuba              | 29                |
|  |                        |                        | Portoryko              | Portoryko         | 31 |                   |                   |                   |
|  | Portoryko              | Portoryko              | Portoryko              | Portoryko         | 31 | 30                |                   |                   |
|  | Portoryko              | Portoryko              |                        |                   |    |                   |                   |                   |
|  | Urugwaj                | Urugwaj                | 23                     |                   |    |                   |                   |                   |
|  | Urugwaj                | Urugwaj                | 23                     | Mecz o 3. miejsce |    |                   |                   |                   |
|  |                        |                        |                        |                   |    |                   |                   |                   |
|  | 29 października        |                        |                        |                   |    |                   |                   |                   |
|  |                        |                        |                        |                   |    |                   |                   |                   |
|  | Kanada                 | Kanada                 | 19                     |                   |    |                   |                   |                   |
|  | Kanada                 | Kanada                 | 19                     |                   |    |                   |                   |                   |
|  | Urugwaj                | Urugwaj                | 22                     |                   |    |                   |                   |                   |
|  | Urugwaj                | Urugwaj                | 22                     |                   |    |                   |                   |                   |

| 28 października 202310:00 | Kuba | 26:20(13:6) | Kanada | Gimnasio Polideportivo, Viña del Mar Sędzia: García, Paolantoni |
| 28 października 202310:00 |      | 26:20(13:6) |        | Gimnasio Polideportivo, Viña del Mar Sędzia: García, Paolantoni |

| 28 października 202312:30 | Portoryko | 30:23(14:8) | Urugwaj | Gimnasio Polideportivo, Viña del Mar Sędzia: Corrêa, Corrêa |
| 28 października 202312:30 |           | 30:23(14:8) |         | Gimnasio Polideportivo, Viña del Mar Sędzia: Corrêa, Corrêa |

| 29 października 202312:00 | Kanada | 19:22(11:10) | Urugwaj | Gimnasio Polideportivo, Viña del Mar Sędzia: Aguilera, Gutiérrez |
| 29 października 202312:00 |        | 19:22(11:10) |         | Gimnasio Polideportivo, Viña del Mar Sędzia: Aguilera, Gutiérrez |

| 29 października 202314:30 | Kuba | 29:31(13:12) | Portoryko | Gimnasio Polideportivo, Viña del Mar Sędzia: García, Paolantoni |
| 29 października 202314:30 |      | 29:31(13:12) |           | Gimnasio Polideportivo, Viña del Mar Sędzia: García, Paolantoni |

## Klasyfikacja końcowa
| Miejsce | Reprezentacja | Składy | Uwagi                          |
| ------- | ------------- | ------ | ------------------------------ |
| złoto   | Brazylia      |        | awans: IO 2024                 |
| srebro  | Argentyna     |        | awans: kwalifikacje do IO 2024 |
| brąz    | Paragwaj      |        | awans: kwalifikacje do IO 2024 |
| 4       | Chile         |        | -                              |
| 5       | Portoryko     |        | -                              |
| 6       | Kuba          |        | -                              |
| 7       | Urugwaj       |        | -                              |
| 8       | Kanada        |        | -                              |

## Statystyki
Po zakończonym turnieju IHF opublikowała statystyki indywidualne i drużynowe.